# Vitor Paiva
Vitor Paiva (3 de Março de 1983) é escritor, poeta, músico, comentarista de TV, cronista e produtor cultural brasileiro.

## Biografia
Publicou seu primeiro texto na extinta revista Bundas, aos dezesseis anos.
É baixista, compositor e um dos fundadores da banda Os Outros. O primeiro disco da banda, Nós Somos Os Outros, foi lançado em 2007, pelo selo Bolacha Discos, no Rio de Janeiro, Espirito Santo, Recife, Fortaleza e São Paulo. Em 2010, a banda lançou seu segundo disco, Pacote Felicidade, também pelo Selo Bolacha Discos. Em 2011, após uma temporada do evento Os Outros Convidam, no Espaço Cultural Sérgio Porto com convidados como Otto, Teresa Cristina e Domenico Lancelotti, e dividindo o palco ocm bandas como Tono, Do Amor e Cabaret, Os Outros deram início ao projeto Teresa Cristina e Os Outros cantam Roberto Carlos, com a banda e a cantora dividindo o palco para defender canções do repertório do Rei.
Produziu e apresentou, de 2000 a 2003, o evento CEP 20.000 – principal evento de arte da cidade do Rio de Janeiro que, nos últimos vinte anos, apresentou mais de cinco mil artistas, entre eles nomes como Michel Melamed, Viviane Mosé, Pedro Luis, Cazé Pecini, Cabelo, Bianca Ramoneda, Guilherme Zarvos e Chacal. Nesse evento, se apresentou dezenas de vezes, como poeta, performer ou músico.
Lançou, em 2004, o livro de poemas Tudo que não é cavalo (Ed. Cavídeo), com lançamentos no Rio de Janeiro, São Paulo e Curitiba; Em 2007, lançou Boca Aberta (Confraria do Vento).  Participou, como cronista, da coletânea Cepensamento (Azougue Editorial). Participou, como poeta, da coletânea Achados (Nova Fronteira), organizada por Caique Botkay, que reuniu memórias de 71 amigos.
Antes, fundou a banda Aneura, onde era baixista e compositor, que abriu o show de Lulu Santos no Reveillon 2000/2001, na praia de Copacabana.

## Carreira

### Publicações
Publicou semanalmente, como colunista fixo pelo período de um ano, artigos no jornal  O Pasquim 21.
Publicou mensalmente, também pelo período de um ano como colunista fixo, artigos na Revista da MTV. 
Publicou, por dois anos, artigos sobre música e arte na revista Outracoisa, editada por Lobão.
Publicou, toda segunda, quarta e sexta-feira, como colunista fixo, pelo período de um ano e meio, artigos no Caderno B, do Jornal do Brasil.
Publica artigos sobre música e arte na revista Internacional Magazine;
Editou, por um ano, o jornal independente O Tempo, por onde entrevistou, junto com outros, a atriz Luana Piovani – uma polêmica entrevista onde Luana declarou fumar maconha, causando assim celeuma na imprensa.
Editou, junto com outros, o jornal Expresso Voador, publicação semanal da casa de shows carioca Circo Voador; 

### TV
Escreveu e apresentou semanalmente, de 2001 a 2006, o quadro Rock e Toques, sobre música e comportamento, no programa de televisão semanal Comentário Geral, na TVE.